# Go to Hell, for Heaven's Sake
«Go to Hell, for Heavens Sake» (с англ. — «Иди к чёрту, ради всего святого») — четвёртый сингл группы Bring Me the Horizon, с четвёртого студийного альбома Sempiternal. Сингл вышел пятого сентября, 2013 года, вместе с клипом, на лейбле RCA.

## Музыкальный клип
Клип имеет две версии. В первой группа играет в католической церкви, периодически основной видеоряд прерывается вставками различной тематики, в основном природы либо прямо или косвенно связанными с религией. Режиссёром первого клипа стал Дэнни Тодд. Видео было выложено на Youtube канале лейба Epitaph Records пятого сентября, в тот же день, когда вышел сингл, и набрало более 51 млн просмотров. 
Второй вариант клипа представляет собой выступление группы на разных площадках в рамках их летнего тура Vans Warped Tour. 

## Участники записи
- Оливер Сайкс — вокал
- Ли Малиа — соло-гитара
- Мэтт Кин — бас-гитара
- Мэтт Николс — ударные
- Джордан Фиш — перкуссия, клавишные